# Placido Domingo
Placido Domingo, španski operni pevec tenorist in dirigent, * 21. januar 1941, Madrid, Španija.

## Življenje
Ko je bil star osem let, se je skupaj z družino preselil v Mehiko. V Mexico Cityju je študiral glasbo. Debitiral je leta 1961 v vlogi Alfreda v Verdijevi Traviati. Z mehiških odrov ga je pot vodila najprej v ZDA, kjer je nastopal v glavnih tenorskih vlogah. Leta 1968 je že nastopil v Metropolitanski operi. Nato je začel nastopati v Evropi, kjer je pel na najpomembnejših opernih odrih (London - Covent Garden, Milano - La Scala, Dunaj, Salzburg ...)
Leta 1990 je na odprtju svetovnega nogometnega prvenstva v nogometu nastopil z Lucianom Pavarottijem in Josejem Carrerasom. Skupaj so operno glasbo ponesli in približali najširšim ljudskim množicam. Posnetek s »Koncerta treh tenorjev« do danes nosi naslov najbolj prodajane plošče klasične glasbe vseh časov.
Domingo ima temen, dramatičen glas z velikim glasovnim razponom. Nastopil je v več kot 140 različnih opernih vlogah. Po letu 2000 uspešno nastopa tudi kot operni dirigent in je bil umetniški vodja opernih hiš v Washingtonu in Los Angelesu. V zadnjem desetletju pa predvsem nastopa v baritonskih vlogah (Simon Boccanegra, Macbeth, grof Luna ...) in veliko koncertira. 20. januarja 2018 je tako prvič nastopil v Sloveniji, in sicer v ljubljanski Areni Stožice.